# Madonna del Rosario (Murillo Prado)
La Madonna del Rosario, Madonna del Rosario con Bambino o Vergine del Rosario con Bambino è un dipinto del pittore spagnolo Bartolomé Esteban Murillo  realizzato intorno al 1650 - 1655  conservato nel Museo del Prado a Madrid in Spagna esposto nella sala XVI, inventariato con il numero P00975. Precedentemente era nel Monastero dell'Escorial e nel Palazzo reale di Madrid. 

## Storia
La Siviglia del diciassettesimo secolo si trova immersa nel periodo più luminoso della sua scuola pittorica. 
I grandi pittori Zurbarán e Alonso Cano realizzano parte del loro lavoro in questa città, come del resto fece il Murillo.
Dopo aver attraversato diverse fasi nella sua pittura, dal tenebrismo nelle sue opere mature influenzate da pittori italiani e fiamminghi, tra cui spiccano Raffaello Sanzio e van Dick, fino a quando - invece - il Murillo mostra una lenta pennellata con tocchi di luce quasi impressionista, lasciando nelle sue opere un'atmosfera "vaporosa" e dai colori caldi.
Murillo è un pittore eminentemente religioso nelle sue opere e nella sua ideologia personale, come Vicente Carducho ci conferma nei suoi Diálogos de la Pintura del 1633, in cui si afferma che "Murillo rappresenta questioni religiose correttamente e con convenienza." 
L'artista si mette al servizio della Controriforma cattolica, realizzando la maggior parte delle sue opere per l'esposizione in luoghi pubblici, in particolare Chiese e Monasteri.
I suoi personaggi mostrano la tenerezza e l'affetto in uno stile semplice e senza dramma.
Tra i principali committenti ci sono numerose istituzioni ecclesiastiche, che utilizzano le sue opere come esempio del movimento di Controriforma.
Anche mercanti arricchiti si avvalgono della sua arte, al fine di mostrare la loro particolare devozione.

## Descrizione e stile

### Il tema
San Domenico di Guzmán affermò che la Vergine Maria gli apparve all'inizio del XIII secolo vicino ad Albi e gli regalò un rosario chiedendogli di pregare e predicare tra gli uomini. Il Santo lo mostrò ai soldati, guidati dal suo amico Simone IV di Montfort prima della Battaglia di Muret, la cui vittoria fu immediatamente attribuita alla Vergine. Per questo motivo, Montfort eresse la prima Cappella dedicata a questa devozione nella Chiesa di San Jacques de Muret.
Nel 1571 San Pio V fissò la celebrazione per la Madonna delle Vittorie il 7 ottobre, anniversario della vittoria nella Battaglia di Lepanto, dove le forze Cristiane sconfissero i Turchi invasori in Europa (il successo contro i Musulmani fu subito attribuito alla Vergine). 
Il suo successore, Gregorio XIII, cambiò il nome della Festa in Nostra Signora del Rosario.
Dal Concilio di Trento, la Controriforma Cattolica provoca una grande ondata di misticismo e meditazione, oltre alla preghiera individuale del credente, in particolare il Rosario. Con ciò aumentò la devozione e il culto alla Vergine del Rosario e quindi la richiesta di sue rappresentazioni nelle immagini scultoree e pittoriche.
Sebbene la Spagna insieme all'Italia fosse uno dei Paesi col più alto numero di richieste, è noto come lo stesso fenomeno fosse esteso ad altri Paesi Europei: un esempio è che per combattere l'ennesima pestilenza all'artista Van Dick venne chiesto di «fare un quadro della Madonna del Rosario».
Murillo realizzò una delle sue prime versioni su questo tema per i Padri Domenicani del soppresso Convento di San Tommaso di Siviglia, con la cosiddetta Vergine che consegna il rosario a San Domenico, datata tra il 1638-1640 e conservata nel palazzo Arcivescovile di Siviglia. 
Diversi lavori intitolati "Vergine del Rosario" sono stati catalogati, alcuni attribuiti alle sue proprie mani e altri al suo laboratorio, per quanto esistano versioni simili a quella esposta nel Museo del Prado (ben tre):
- quella del Museo del Louvre depositato ed esposto nel Museo Goya di Castres;
- quella che è ospitata presso Palazzo Pitti a Firenze;
- quella della collezione dei Marchesi di Astorga, Duques de Maqueda a Madrid, molto simile a quella presente in Texas, ma più grande. Ponz e Angulo Iñiguez hanno fatto riferimento a questo lavoro;
- quella sita in Texas, un'opera appartenuta al Convento del Carmen a Siviglia e che, dopo diverse vendite, era scomparsa, fino a quando fu rinvenuta nel nuovo continente[6].

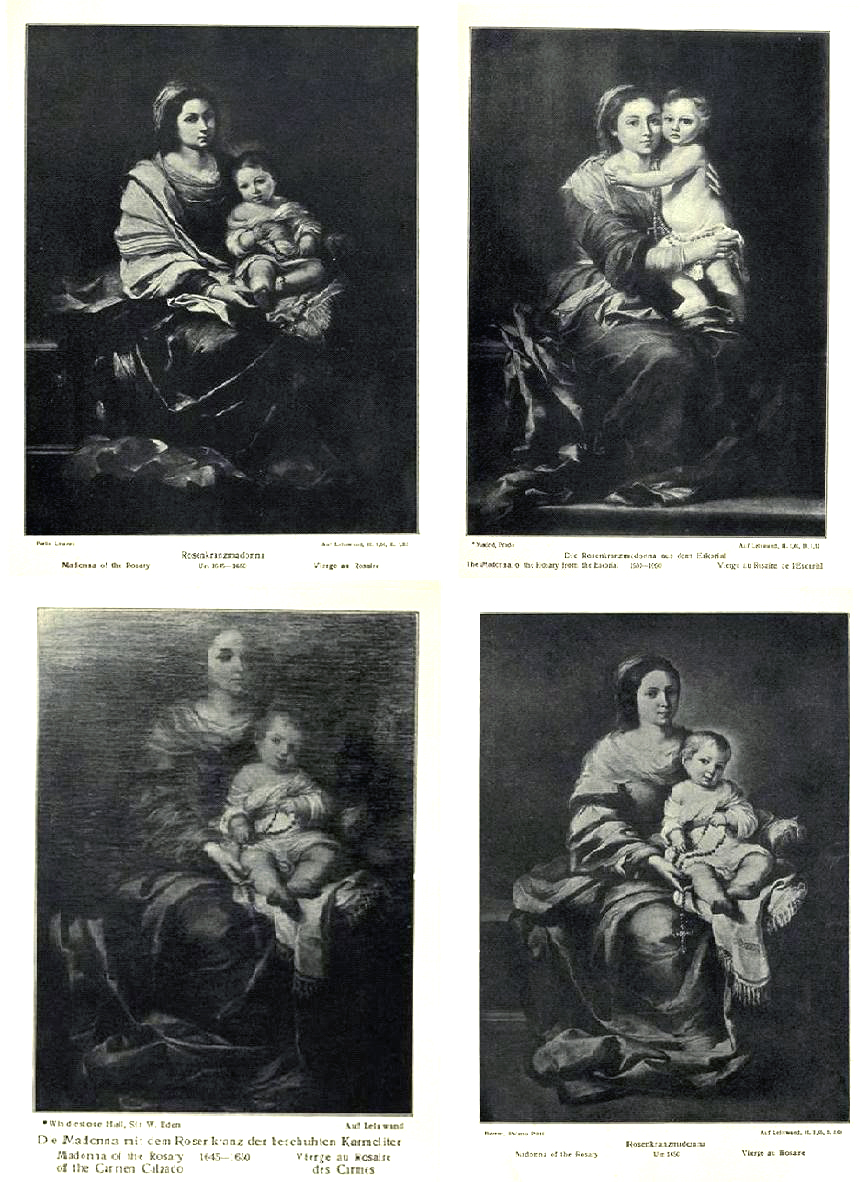
Fotografia pubblicata su The work of Murillo. N. York Brentano's nel 1913, con raffigurate le quattro versioni note.
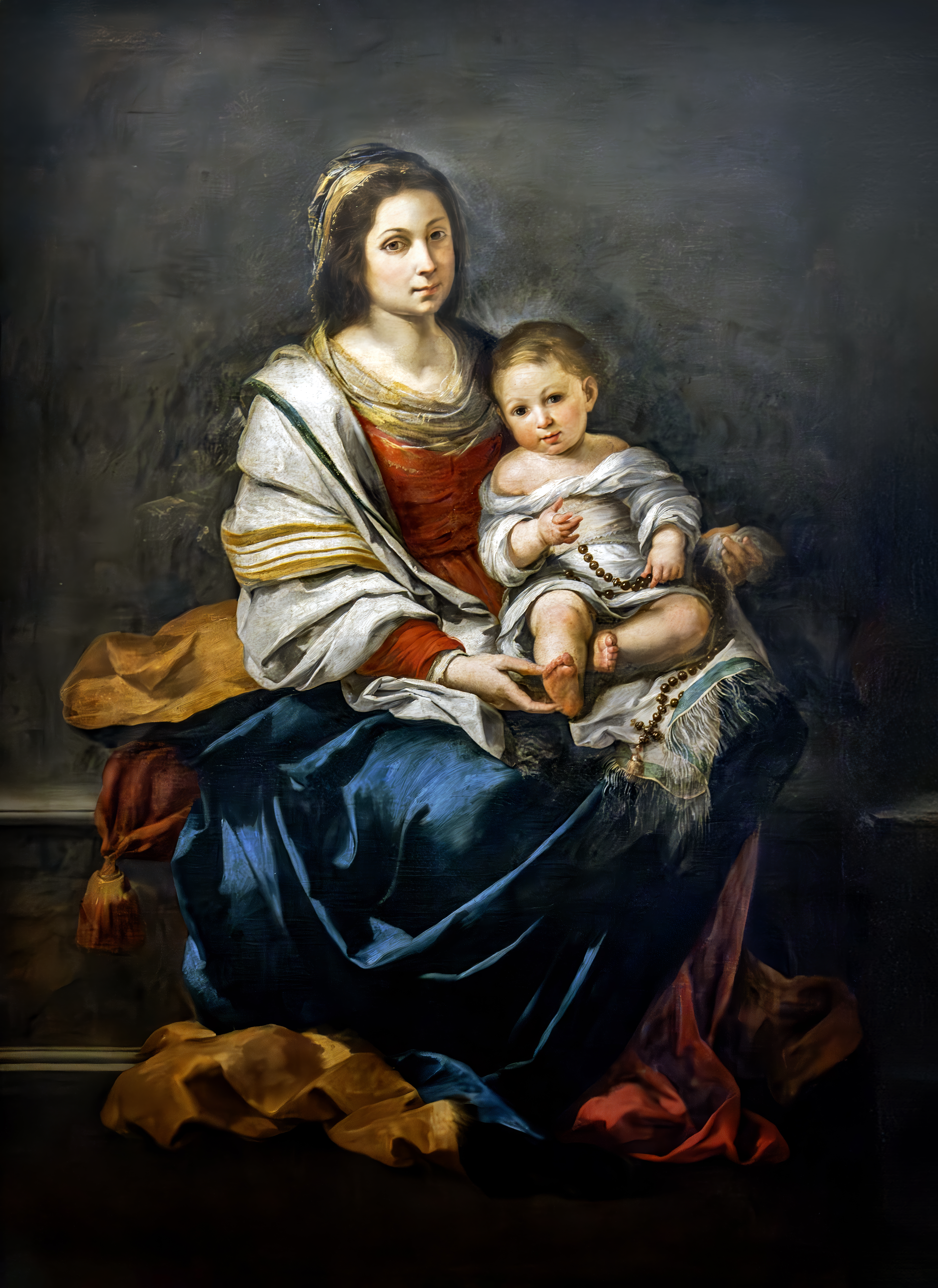
Museo del Louvre donato al Museo Goya di Castres.
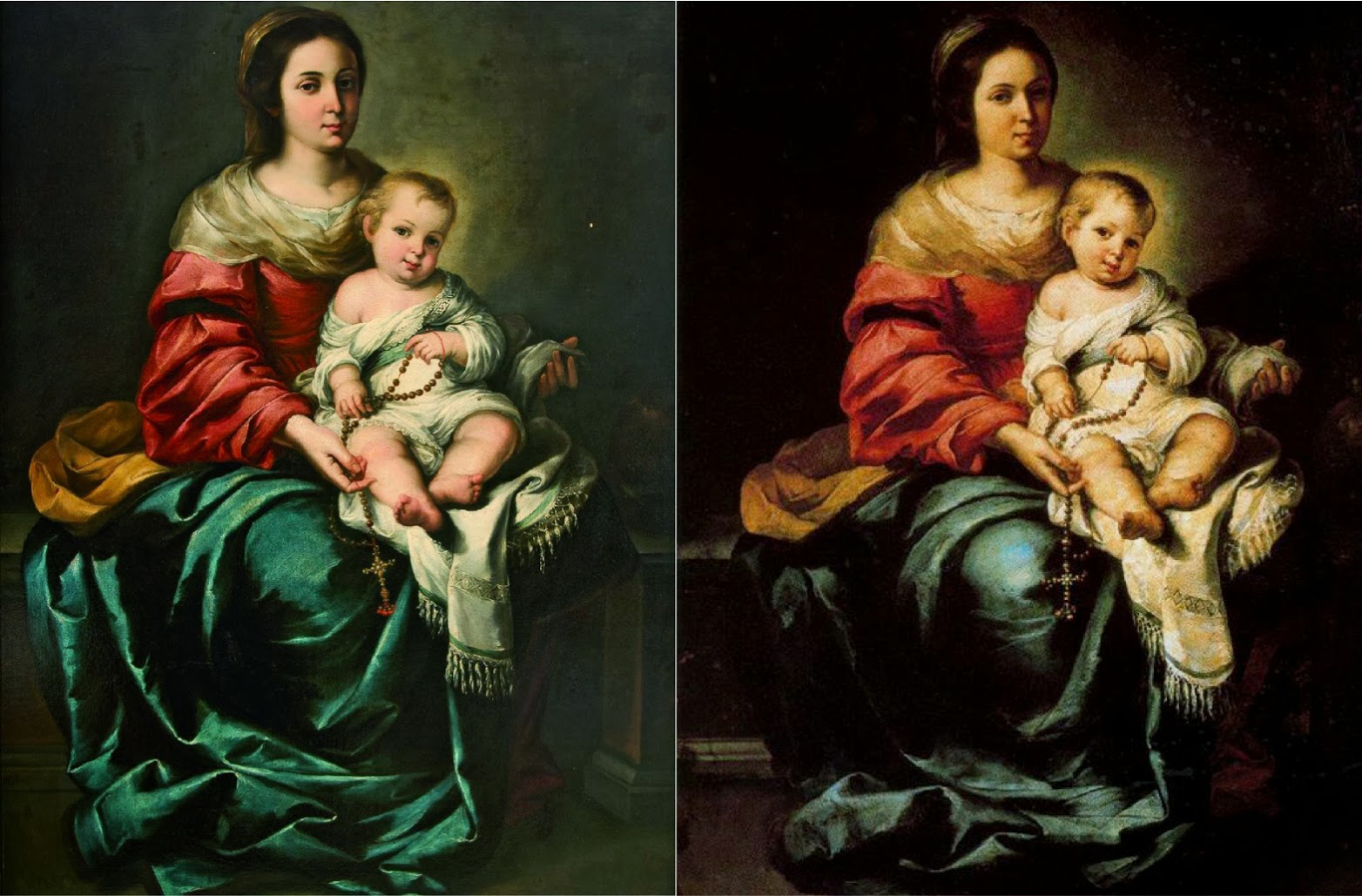
Versione rivisitata in Texas (a sinistra) ed a Palazzo Pitti (a destra): queste due versioni sono le più simili tra loro.
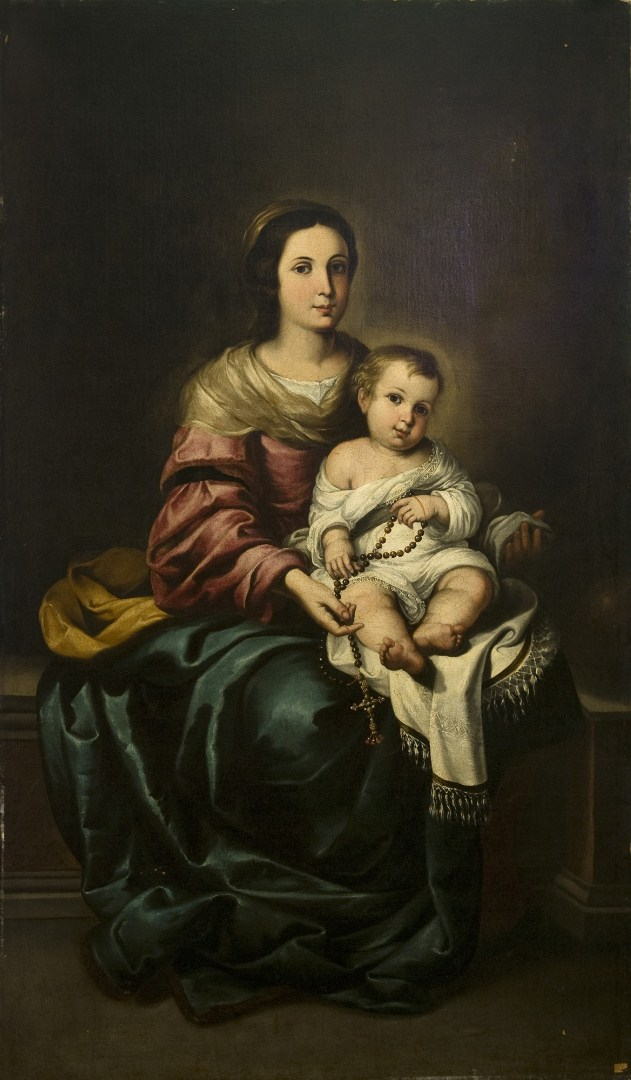
Virgene del Rosario di Murillo, Collezione Duque de Maqueda.

### Analisi

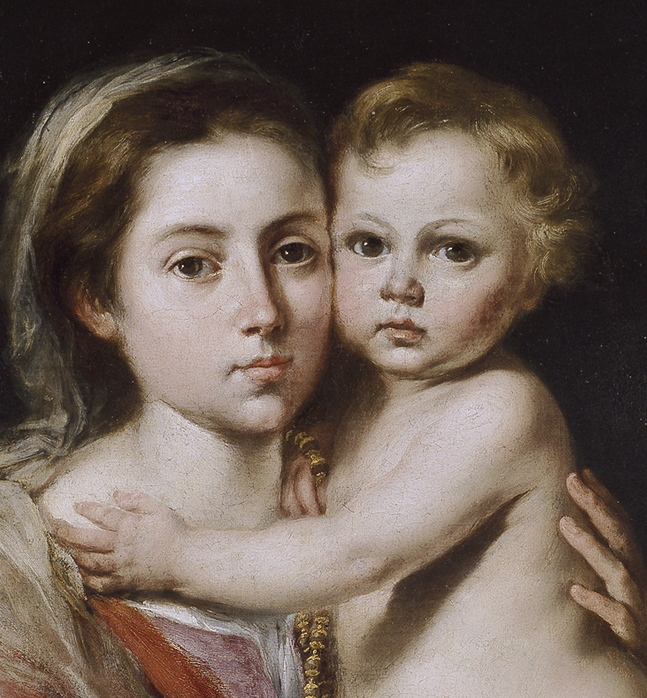
Dettaglio dei volti.

L'opera si presenta come i soli due protagonisti Maria e di suo figlio Gesù, entrambi formando una composizione piramidale dall'aspetto solido e monumentale. Maria rappresentava, a figura intera, quasi come una ragazzina in posizione seduta su una panca di pietra con il bambino tra le braccia in piedi e appoggiato sul ginocchio sinistro di sua madre, un rosario tenuto dalla mano destra di entrambi. Il posizionamento dei personaggi in questo modo, propizia l'incontro dei due volti, madre e bambino, alla stessa altezza che sfrega dolcemente le loro guance, questa immagine mostra una grande dolcezza e tenerezza tra di loro. A differenza di altre iconografie dello stesso tipo dipinte da Diego Velázquez o Alonso Cano, dove i personaggi hanno gli occhi bassi o sembrano incrociati tra loro, Murillo presenta sia la madre che il bambino con lo sguardo in avanti rivolto allo spettatore. Il bambino è nudo, coperto leggermente con un panno bianco che tiene in braccio sua madre. Maria è vestita in abiti rossi e blu con abbondanti pieghe e un leggero velo copre i suoi capelli che circondano la sua scollatura per cadere sul suo fianco. I capi hanno abbondanti pieghe fatte con pennellate sciolte con tocchi di luci disposti in tutto l'abbigliamento che suggeriscono alcune qualità influenzate dalla pittura fiamminga e genovese dell'epoca. L'intero set è su uno sfondo neutro e scuro che mette in evidenza il grande effetto del volume del lavoro.